# 藤ノ木 (蓮田市)
藤ノ木（ふじのき）は、埼玉県蓮田市の町名。現行行政地名は藤ノ木一丁目から藤ノ木四丁目。住居表示未実施地区。郵便番号は349-0105。

## 地理
蓮田市の東部、元荒川の左岸に位置する。東西南北で黒浜に隣接し、南側では城の飛地とも隣接する。南東側で埼玉県道154号蓮田杉戸線に、東側で埼玉県道162号蓮田白岡久喜線に接する。
土地区画整理事業の換地処分により、町名地番変更が行われて成立した。町名の「藤ノ木」は、もともと大字黒浜の小字であり、黒浜土地区画整理審議会において、古来からの地名である「藤ノ木」を活かして町名に採用された。ほぼ全域が市街化区域に指定されており、一丁目南西部のごく一部が市街化調整区域に指定されている。住宅が多めであるが、空き地や農地も存在する。生産緑地地区は三丁目と四丁目に多い。

### 地価
住宅地の地価は、2020年（令和2年）1月1日の公示地価によれば、藤ノ木三丁目240番地外の地点で8万2900円/m2となっている。

## 歴史
- 2017年（平成29年）1月7日 - 黒浜土地区画整理事業の換地処分が前日に行われたことに伴い、町名地番変更が行われ、大字黒浜の一部から藤ノ木一丁目 - 四丁目が成立[8][9]。

## 世帯数と人口
2020年（令和2年）9月1日時点の世帯数と人口は以下の通りである。
| 丁目         | 世帯数    | 人口    |
| ------------ | --------- | ------- |
| 藤ノ木一丁目 | 523世帯   | 1,211人 |
| 藤ノ木二丁目 | 257世帯   | 579人   |
| 藤ノ木三丁目 | 190世帯   | 545人   |
| 藤ノ木四丁目 | 209世帯   | 485人   |
| 計           | 1,179世帯 | 2,820人 |

## 小・中学校の学区
市立小・中学校に通う場合、学区は以下の通りとなる。
| 丁目         | 番地                     | 小学校               | 中学校             |
| ------------ | ------------------------ | -------------------- | ------------------ |
| 藤ノ木一丁目 | 全域                     | 蓮田市立黒浜南小学校 | 蓮田市立黒浜中学校 |
| 藤ノ木二丁目 | 1 - 15番地 25 - 38番地   | 蓮田市立黒浜小学校   | 蓮田市立黒浜中学校 |
| 藤ノ木二丁目 | 16 - 24番地 39 - 187番地 | 蓮田市立黒浜南小学校 | 蓮田市立黒浜中学校 |
| 藤ノ木三丁目 | 1 - 139番地              | 蓮田市立黒浜小学校   | 蓮田市立黒浜中学校 |
| 藤ノ木三丁目 | 140 - 267番地            | 蓮田市立黒浜南小学校 | 蓮田市立黒浜中学校 |
| 藤ノ木四丁目 | 全域                     | 蓮田市立黒浜南小学校 | 蓮田市立黒浜中学校 |

## 交通

### 鉄道
地区内に鉄道は敷設されていない。最寄り駅は東北本線（宇都宮線）蓮田駅であり、藤ノ木三丁目240番地外の地点から約1.6 km離れている。

### バス
朝日自動車により、蓮田駅東口発着の路線バスが運行されている。

### 道路
- 埼玉県道154号蓮田杉戸線
- 埼玉県道162号蓮田白岡久喜線
- 都市計画道路蓮田駅東口黒浜線

## 施設
一丁目
- 藤ノ木公園
- 天神前公園

三丁目
- 宿自治会館
- 宿上公園
- 宿下公園

四丁目
- 馬場自治会館
- 黒浜久伊豆神社
- 竹内神社
- 秋葉神社
- 馬場公園